# Кюшнур
Кюшну́р (рос. Кюшнур, марій. Кӱшнур) — присілок у складі Медведевського району Марій Ел, Росія. Входить до складу Шойбулацьке сільського поселення.

## Населення
Населення — 86 осіб (2010; 48 у 2002).
Національний склад (станом на 2002 рік):
- лучні марійці — 96 %